# Matvej Mamykin
Matvej Vjačeslavovič Mamykin (in russo Матвей Вячеславович Мамыкин?; Mosca, 31 ottobre 1994) è un ex ciclista su strada russo, attivo in formazioni UCI dal 2014 al 2021. Scalatore, nel 2015 si è classificato terzo al Tour de l'Avenir.

## Carriera
Mamykin si mette in evidenza nel 2015, correndo per la Itera-Katusha e per le selezioni russe: dopo aver vinto una frazione al Giro della Valle d'Aosta, al Tour de l'Avenir vince l'ultima tappa della corsa, la classifica di miglior scalatore ed ottiene il terzo posto finale. Firma quindi, per la stagione 2016 con il Team Katusha.
Nel 2016, dopo essere arrivato quattordicesimo al Tour de Pologne e ottavo e miglior giovane alla Vuelta a Burgos, prende parte al suo primo Grande Giro, la Vuelta a España. Cerca di mettersi in evidenza con numerosi attacchi in salita, spesso infruttuosi. Durante l'impegnativa quindicesima tappa è pronto a seguire Alberto Contador e Nairo Quintana che infiammano la corsa fin dall'inizio, offrendo il suo contributo alla buona riuscita dell'azione e piazzandosi ottavo sull'impegnativo arrivo in salita di Aramon-Formigal. Conclude la corsa al 24º posto, a 1h00'10" dal vincitore Quintana. L'anno dopo corre sia il Giro d'Italia che la Vuelta a España in maglia Katusha.
Nel 2018 è tra le file della formazione spagnola Burgos-BH. Nel triennio seguente è quindi attivo in formazioni Continental asiatiche o di matrice asiatica, prima del ritiro dall'attività agonistica avvenuto a fine 2021.

## Palmarès
- 2015 (Itera-Katusha, due vittorie)

3ª tappa Giro della Valle d'Aosta (Gressan > Valtournenche)
7ª tappa Tour de l'Avenir (Saint-Michel-de-Maurienne > Les Bottières-Les Sybelles, con la Nazionale russa)

### Altri successi
- 2015 (Itera-Katusha)

Classifica scalatori Tour de l'Avenir (con la Nazionale russa)
- 2016 (Team Katusha)

Classifica giovani Vuelta a Burgos

## Piazzamenti

### Grandi Giri
- Giro d'Italia

2017: 87º
- Vuelta a España

2016: 24º
2017: ritirato (19ª tappa)

### Classiche monumento
- Liegi-Bastogne-Liegi

2017: 132º
- Giro di Lombardia

2016: 16º

### Competizioni europee
- Campionati europei

Nyon 2014 - In linea Under-23: 86º
Plumelec 2016 - In linea Elite: 26º